# MassMutual
Massachusetts Mutual Life Insurance Company (MassMutual) — взаимная страховая компания США, специализируется на страховании жизни. Основана в 1851 году, штаб-квартира в Спрингфилде, штат Массачусетс. Работает в США, основными рынками являются штаты Нью-Йорк, Калифорния и Нью-Джерси, зарубежная деятельность представлена совместными предприятиями в ряде стран Азии, в частности в КНР.

## История
Компания была основана в 1851 году в Массачусетсе, к 1855 году открыла отделения во всех крупных городах северо-востока США, а в 1868 году — первое отделение в противоположной части страны, в Сан-Франциско. Единственным продуктом компании было страхование жизни, только с 1946 года компания начала заниматься групповым страхованием сотрудников компаний. С 1970-х годов в сферу интересов компании попало также медицинское страхование, а с1980-х годов — пенсионное страхование, управление активами и другие финансовые услуги. В 1995 году компания объединилась с Connecticut Mutual Life Insurance, образовав пятого крупнейшего взаимного страховщика США. В 2000 году была куплена гонконгская страховая компания CRC Protective Life, переименованная в MassMutual Asia и ставшая основой для экспансии в Азию. Также в этом году был основан сберегательный банк MassMutual Trust Company.
В 2018 году зарубежные операции были сокращены продажей дочерних компаний в Гонконге и Японии.

## Деятельность
Страховые премии за 2019 год составили 22,8 млрд долларов, инвестиционный доход — 7,7 млрд долларов. На страховые выплаты пришлось 24,1 млрд расходов. На конец года активы составили 268 млрд долларов, из них 190 млрд пришлось на инвестиции, в том числе облигации — 102 млрд, акции 18 млрд, ипотечные кредиты — 27 млрд, другие кредиты — 15 млрд.